# Туррет-сюр-Лу
Турре́т-сюр-Лу (фр. Tourrettes-sur-Loup) — коммуна на юго-востоке Франции в регионе Прованс — Альпы — Лазурный берег, департамент Приморские Альпы, округ Грас, кантон Вальбонн. До марта 2015 года коммуна административно входила в состав упразднённого кантона Ле-Бар-сюр-Лу (округ Грас).
Площадь коммуны — 29,28 км², население — 4272 человека (2006) с тенденцией к снижению: 3993 человека (2012), плотность населения — 136,4 чел/км².

## Население
Население коммуны в 2011 году составляло — 4008 человек, а в 2012 году — 3993 человека.
| 1962 | 1968 | 1975 | 1982 | 1990 | 1999 | 2005 | 2006 | 2010 | 2011 | 2012 |
| ---- | ---- | ---- | ---- | ---- | ---- | ---- | ---- | ---- | ---- | ---- |
| 1115 | 1548 | 2267 | 2767 | 3449 | 3870 | 4199 | 4272 | 4007 | 4008 | 3993 |

Динамика численности населения:

## Экономика
В 2010 году из 2487 человек трудоспособного возраста (от 15 до 64 лет) 1718 были экономически активными, 769 — неактивными (показатель активности 69,1 %, в 1999 году — 62,6 %). Из 1718 активных трудоспособных жителей работали 1566 человек (835 мужчин и 731 женщина), 152 числились безработными (79 мужчин и 73 женщины). Среди 769 трудоспособных неактивных граждан 230 были учениками либо студентами, 276 — пенсионерами, а ещё 263 — были неактивны в силу других причин.
На протяжении 2010 года в коммуне числилось 1678 облагаемых налогом домохозяйств, в которых проживало 3851,0 человек. При этом медиана доходов составила 23 тысячи 366 евро на одного налогоплательщика.

## Достопримечательности (фотогалерея)

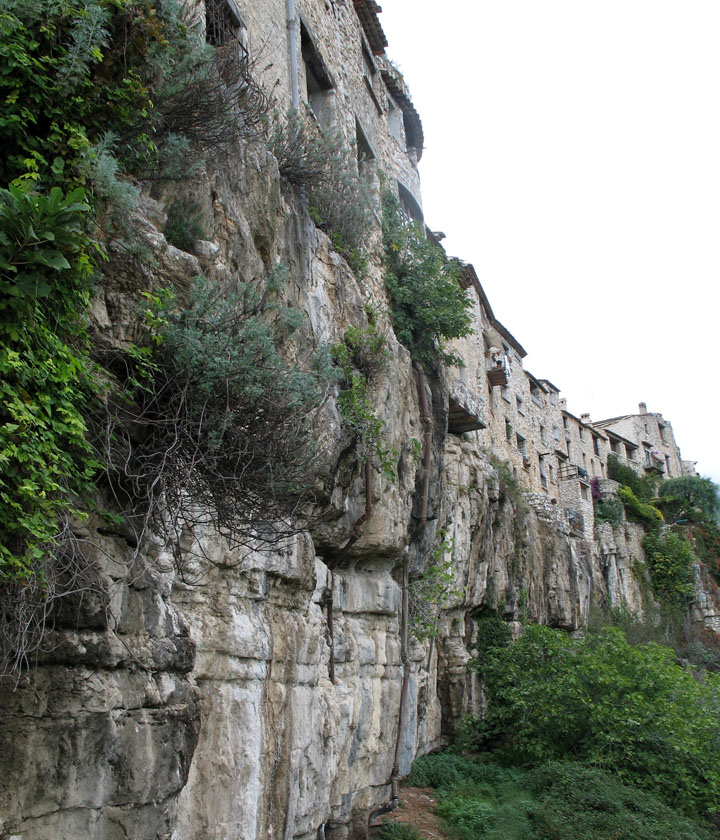
Вид на Туррет-сюр-Лу
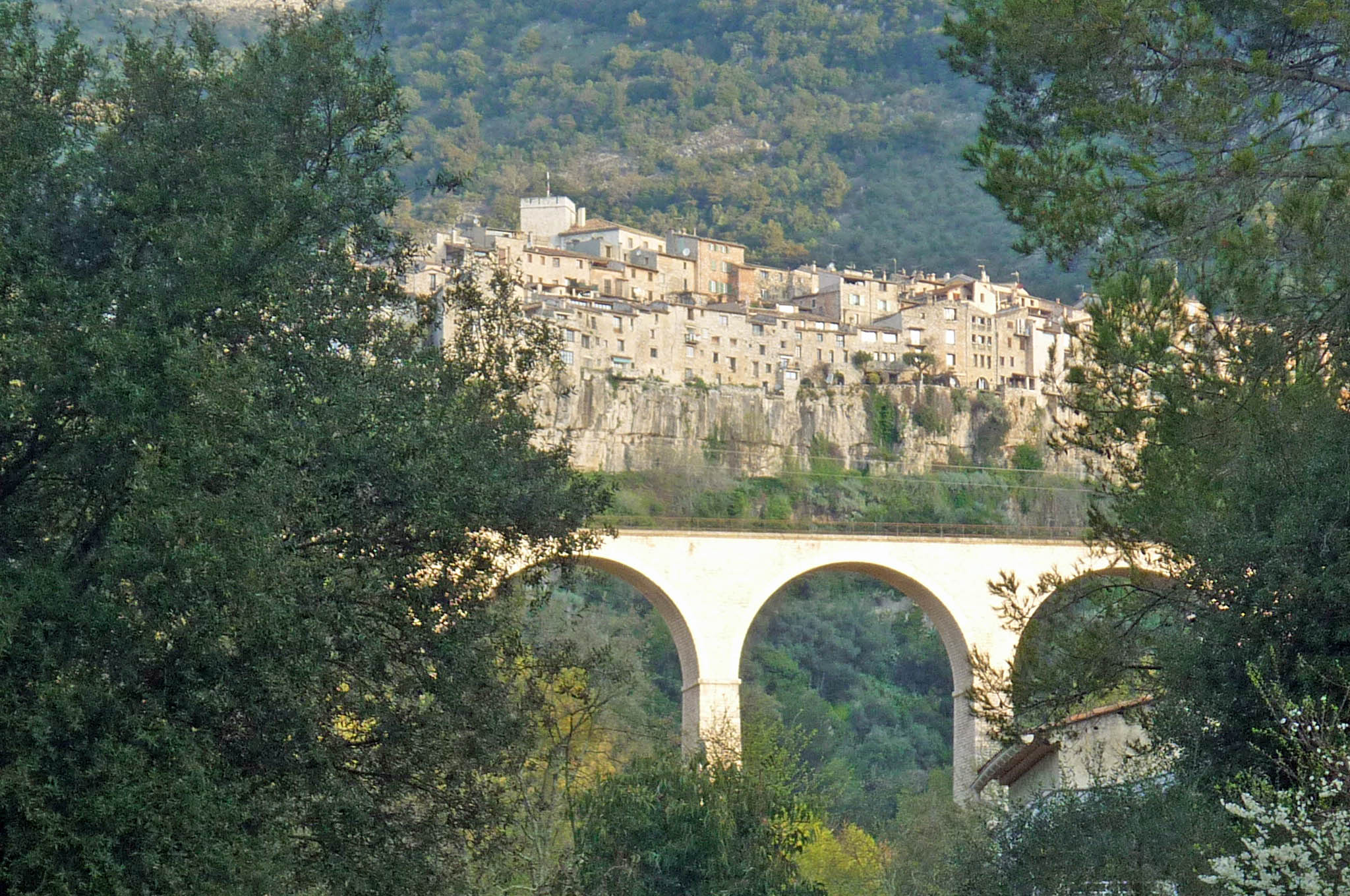
Вид на коммуну со стороны виадука бывшей линии Ницца — Грас
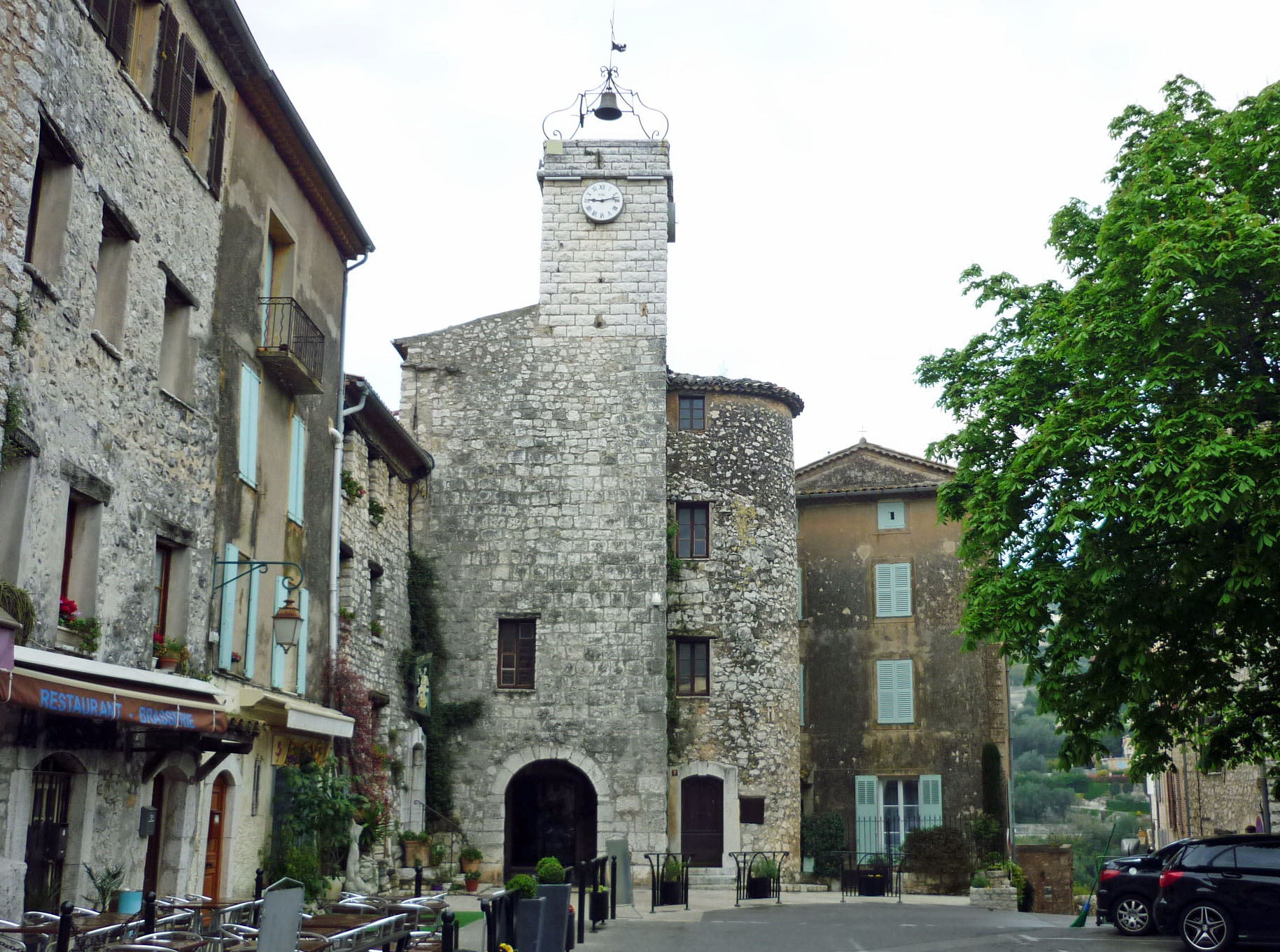
Ворота с часовой башней
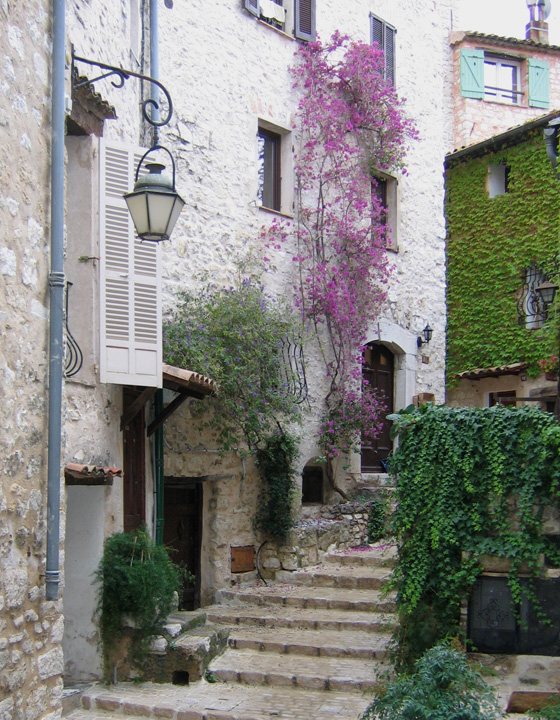
Средневековый переулок
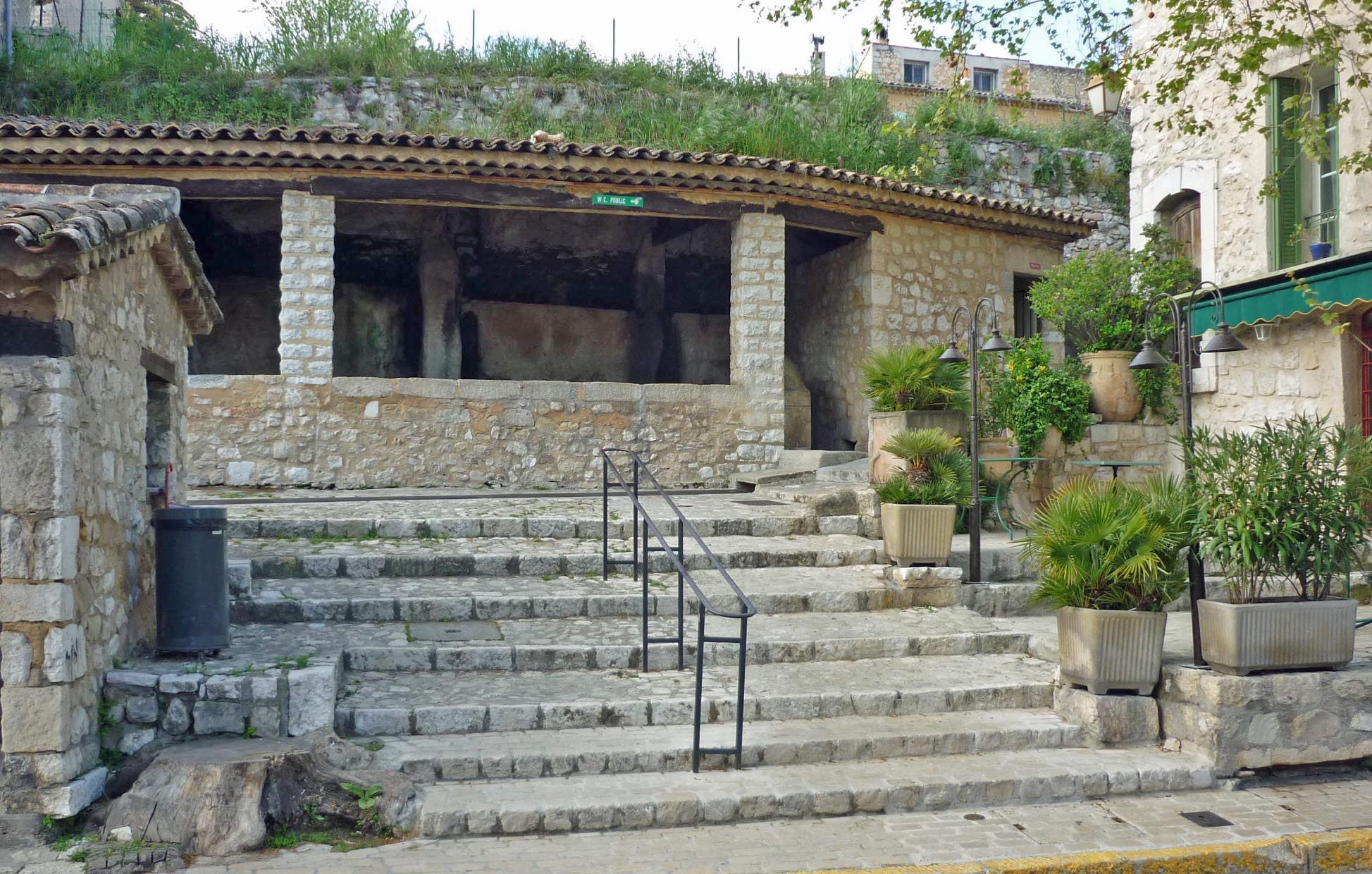
Старая прачечная
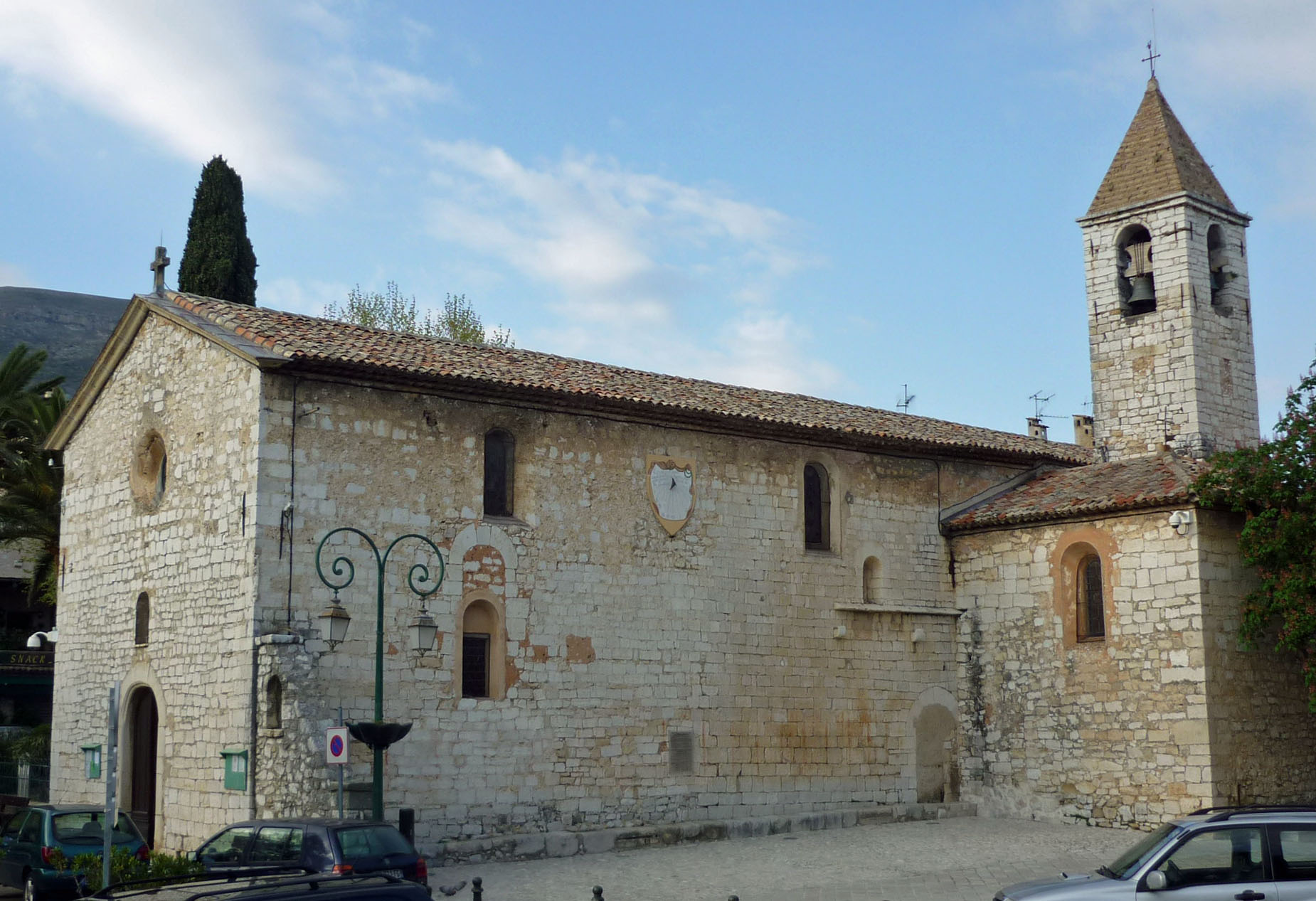
Церковь Святого Георгия